# Burg Ramschwag
Die Burg Ramschwag, auch Welsch-Ramschwag genannt, ist die Ruine einer Höhenburg bei Nenzing in Vorarlberg.

## Name
Da die Bevölkerung damals rätoromanisch sprach, wurde sie zum Unterschied zu den schweizerischen Stammburgen Alt- und Neu-Ramschwag in Häggenschwil „Welsch-Ramschwag“ genannt.

## Geschichte

Stammwappen derer von Ramschwag

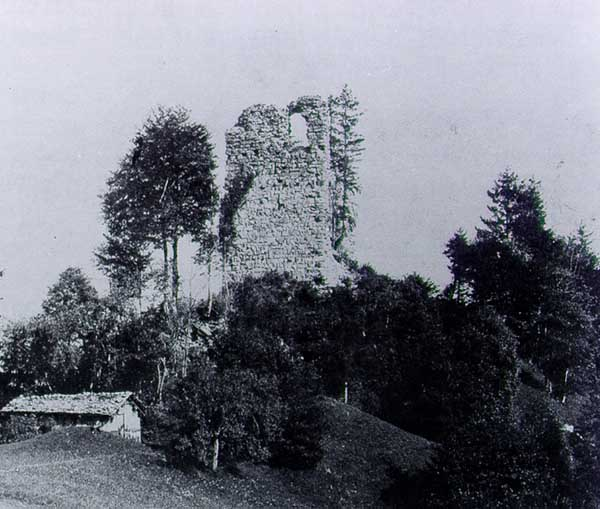
Burgruine Ramschwag im Weiler Bazul (um 1905)

Die Burg Welsch-Ramschwag wurde in den Jahren 1270 bis 1290 durch die Herren von Ramschwag, einem Adelsgeschlecht aus dem Kanton St. Gallen erbaut.
Die Anlage dürfte nicht lange im Besitz der Ramschwager gewesen sein. Es ist auch nicht schriftlich belegt, ob hier jemals Ramschwager wohnten.
In den Erinnerungen der Habsburger bleibt der Name „Ramschwag“ mit Dankbarkeit verbunden: War es doch einer von ihnen, Heinrich Walter von Ramschwag, der 1278 Rudolf von Habsburg, dem Ahnherr der Habsburger-Dynastie, in der Schlacht auf dem Marchfeld gegen den Böhmenkönig Ottokar, das Leben rettete. Als Dank erhielten die Ramschwager den Reichshof Kriessern, zu dem auch die Gemeinde Mäder gehörte, sowie andere Güter und Rechte, etwa den Zoll zu Lindau.
Als Stütze der habsburgisch-werdenbergischen Partei waren die Ramschwager um 1300 sicherlich auch in die heftigen Konflikte mit den Montfortern verwickelt. Die Burg diente dabei als Vorposten gegen Feldkirch.
Einige Jahre später verkauften die Ramschwager die Burg und 1352 ging sie in den Besitz des Grafen Rudolf III. von Montfort-Feldkirch über. 1360 war Hartmann von Prasberg aus einem Allgäuer Adelsgeschlecht Burgvogt. Im selben Jahr, anlässlich einer Erbstreits-Fehde, gelangten Angreifer unter Graf Albrecht III. von Werdenberg-Heiligenberg-Bludenz bis in den Vorhof – konnten aber wieder erfolgreich vertrieben werden.
1360 kam die Burg Welsch-Ramschwag an die Habsburger. 1391 kam es zur Mitgliedschaft in der „Vorarlberger Eidgenossenschaft“.
Die Burg hatte keinen langen Bestand, denn aufgebrachte Walgauer Bauern zerstörten am St.-Michaeliabend am 28./29. September 1405 im Appenzellerkrieg die Anlage – ebenso wie am selben Abend Jagdberg, Blumenegg sowie die „Veste zu Bürs“. Seither ist Welsch-Ramschwag eine Ruine.
1947 wurden durch die Errichtung einer Skisprungschanze Teile der Anlage zerstört. 1997 bis 2000 erfolgte eine Restaurierung der Ruine.

## Baugeschichte
Die Anlage wurde 1270 bis 1290 auf einem nord- und südseitig steil abfallenden Hügel aus Flyschgestein.
Im Westen wurden zwei künstliche Wall-Grabensysteme als Annäherungshindernisse errichtet. Hier erfolgte die Entnahme der Steine für den Bau.
Im Osten lag wie heute der Aufgang zum Haupttor.
Eine 1,20 Meter starke Ringmauer umfasste den Hofraum mit einer Fläche von etwa 42 × 38 Metern.